# Справа про фальшиві гроші для Анголи

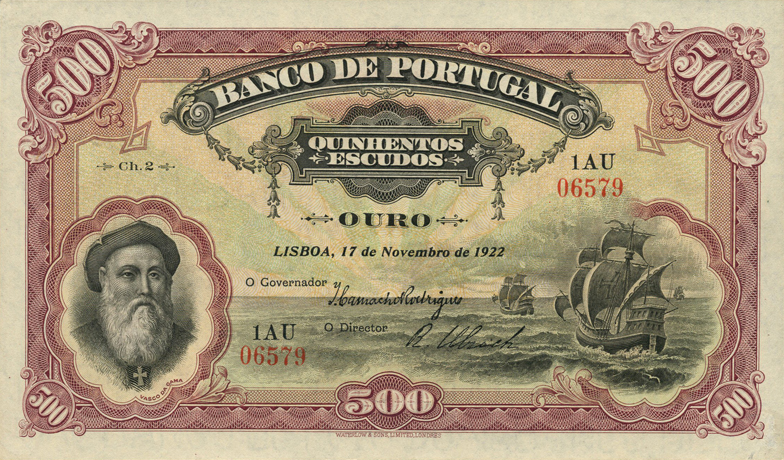
Банкнота 500 ескудо

У 1925 році група аферистів з Португалії (Артур Вергіліо Альвес Рейс, Жозе душ Сантуш Бандейра, Карел Маранг ван Іссельвеере, Адольф Густав Хенніс, Адріано Кошта да Сільва та інші) за допомогою підроблених документів створили замовлення на друк португальської національної валюти ескудо, які нібито хотіли відправити в португальську колонію Анголу, щоб підтримати її економіку. Їм вдалося здійснити свій план і випустити в обіг велику кількість справжніх купюр в 500 ескудо. Частково ці гроші вони забрали собі, частково витратили на відкриття власного банку під назвою «Банк Анголи та Метрополії», також вони намагалися купити контрольний пакет акцій Банку Португалії, що дозволило б їм заволодіти економікою країни та приховати власну аферу. Всі згодом були викриті та засуджені.